# Pal d'Aixerà
El pal d'Aixerà fou un arbre sagrat o un pal que era situat a prop de llocs sagrats cananeus en honor de la deessa mare ugarítica Aixerà, consort del déu El. La relació de les referències literàries a una deessa Ashera i les troballes arqueològiques dels pilars de Judea ha generat un gran debat literatura. Els aixerim van ser objectes de culte relacionats amb la deessa de la fertilitat Aixerà, consort de Baal, o bé com alguns entenen, el Senyor.

## Bíblia
Sembla que originalment a l'antic Israel hi havia una deessa anomenada Aixerà, associada amb els arbres i santuaris als llocs Alts, que podia ser simbolitzada de vegades per un pal de fusta o la imatge d'un arbre. Aquesta tradició amb el temps va a ser considerada anatema, però, quedar perpetuada mitjançant referències de la Bíblia Hebrea.
La forma com les antigues versions de la Bíblia traduïen la paraula hebrea aixerim és reveladora. La traducció grega dels Setanta, així com la Vulgata llatina, estan més a prop del text hebreu sense vocals que els masoretes medievals. Tots dos van entendre com, bosquet, arboreda, connectat amb els arbres. La traducció dels Setanta tradueix aixerà amb el grec alt bosc sagrat; recinte sagrat. La versió de la Bíblia King James, tradueix arbres com aixerim, arbreda, mantenint present l'associació dels alts i les imatges d'Ashera amb "turó i cada arbre verd". També la Misnà (segles V-VI) aixerim es vinculava com connectada a la paraula arbre.